# Franjo Kogoj
Franjo Kogoj (Kranjska Gora, 13. listopada 1894. – Kranjska Gora, 30. rujna 1983.) je bio hrvatsko-slovenski akademik, liječnik, alergolog i dermatovenerolog, slovenskog-austrijskog porijekla. Jedan je od osnivača znanstvene dermatovenerologije u Hrvatskoj. Redovni član HAZU od 1947. godine i njezin potpredsjednik, te počasni i dopisi član brojnih domaćih i inozemnih akademija. Počasni doktorat (Doctor honoris causa) dodijelila su mu četri sveučilišta. Poliglot, koji je pisao i predavao na više jezika, uključujući: češki, hrvatski ( u ono doba hrvatsko-srpski), njemački i slovenski.

## Životopis
Franjo Kogoj rodio se kao sin jedinac liječnika Franza Kogoja i njegove supruge, Albine (djevojački Salzer, podrijetlom iz Beča), također liječnice. Pohađao je klasičnu gimnaziju u Ljubljani i Sankt Paulu u austrijskoj Koruškoj (slov. Šentpavel v Labotski dolini). Maturirao je 1913. godine te upisao studij na Medicinskom fakultetu Karlovog sveučilišta u Pragu. 1914. je bio unovačen u vojsku. Nakon rata  studij je nastavio u Grazu i Pragu.  Diplomirao je 1920. Iste godine počeo je specijalizirati dermatovenerologiju na klinikama u Pragu i Brnu.
1923. postaje asistent prof. dr. Pavela Šavnika u klinici u Zagrebu. Od 1924. se sa stipendijom Rockefellerove zaklade usavršavao u klinici u Brnu, gdje se 1925. habilitirao za privatnoga docenta. U Brnu je kao asistent predavao kolegij Dermatovenerološka propedeutika. Usavršavao se i u Wrocławu, Strasbourgu i Parizu. 
God. 1926. naslijedio je prof. Šavnika u Klinici za kožne i spolne bolesti u Zagrebu te joj od 1927., s prekidom za vrijeme II. svjetskoga rata, bio predstojnik klinike do umirovljenja 1965. Na zagrebačkom Medicinskom fakultetu bio je izvanredni te redoviti profesor od 1927 tj. 1932. Dekan je bio akademskih godina 1933./1934., 1948./49. i 1951./52., a prodekansku dužnost također je obnašao u nekoliko mandata. Zajedno s Albinom Brnobićem osnovao je Alergološku sekciju Zbora liječnika Hrvatske 1952. godine.
Od 1955–64. bio je i voditelj Dermatovenerološke klinike Medicinskoga fakulteta u Ljubljani. Tako je dr. Kogoj cijelo desetljeće usporedno vodio dvije klinike, zagrebačku i ljubljansku. 
Godine 1965. je na njegovu inicijativu osnovan Alergološki centar HAZU na Hvaru.
Godine 1967. prešao je na novu dužnost. Postao je ravnatelj Instituta za klinička med. istraživanja Medicinskog fakulteta i Kliničkog bolničkog centra u Zagrebu. Na dužnosti je ostao do 1974. godine. Intenzivno je surađivao i sa Sveučilištem u Sarajevu. 
Znanstvene zasluge prof. dr. Kogoja su opisivanje spongiformne pustule kao histološkog noviteta i u medicinskoj literaturi ona nosi njegovo ime: Kogoj pustule. 
Znanstveni interesi porf. dr. Kogoja bili vrlo široki, među ostalim: alergije, egzem, kožna tuberkuloza, sifilis i kematodermije. U dermatološko nazivlje uveo je naziv pruridermatitis (Pruridermatitis allergica chronica constitutionalis) umjesto naziva neurodermitis odnosno endogeni ekcem, prurigo-astma, prurigo Besnier. Konačno definiranje mljetske bolesti Kogojeva je zasluga. Objavio je oko 230 znanstvenih i stručnih radova, 5 knjiga, monografije i priloge za priručnike i udžbenike. 70 znanstvenih i stručnih radova koje je napisao obrađuje alergologijsku i imunobiologijsku problematiku.
Član HAZU od 1947. godine. Bio je prvi tajnik Razreda za medicinske znanosti HAZU. U više je mandata izabran za potpredsjednika HAZU, od 1958. do 1973. godine te bio član uredništva mnogih nacionalnih i međunarodnih časopisa. 
Autor (ili suautor) u knjigama i priručnicima i znanstvenim publikacijama (izbor):
1. Beitrag zur Ätiologie und Pathogenese der Striae cutis distensae (athropicae), Berlin : Verlag von Julius Springer, 1925.
2. Handbuch der Haut- und Geschlechtskrankheiten (Berlin 1930, 1962)
3. Terapija sifilisa. Zagreb 1946, 1949.
4. Problematika ekzema. Zagreb 1947.
5. Dermatovenerološka propedeutika. Zagreb 1947.
6. Izvješća Dermatovenerološke klinike u Zagrebu (Zagreb 1952)
7. Spolne bolesti. Zagreb 1954, 1966
8. Lehrbuch der Haut- und Geschlechtskrankheiten (Stuttgart 1961, 1970)
9. Bolesti kože, 1–2.  Zagreb 1970–1971